# Tohlezkus
Tohlezkus (лат.) — род мелких жуков из семейства Eucinetidae. Известно 5 видов, распространённых в широких пределах: США, Тайвань, Турция, Япония.

## Описание
Очень мелкие жуки (длина около 1 миллиметра), овальные, слегка приплюснутые, тонко опушенные, красновато-коричневые жуки. Голова относительно небольшая, с выпуклыми фасеточными глазами, усики буловидной формы. Голова более или менее прикрыта переднеспинкой и едва видна сверху. Переднеспинка довольно короткая, при осмотре сверху закругленные надкрылья составляют большую часть длины тела. Ноги довольно короткие. Жуки обладают сильно измененным ротовым аппаратом, особенно верхней губой, приспособленной для сосательного питания. Боковые края головы почти прямолинейные, сильно сходятся кпереди. Антеннальная полость полностью скрыта боковым краем головы; глаза очень маленькие, полностью погружены в голову. Наибольшая ширина усиков на вершине; усик цилиндрический без булавы; голени III с двумя вершинными шпорами.

### Биология
Биология малоизучена. Представители рода обнаружены в разлагающихся растительных остатках. Вид Tohlezkus ponticus сапроксилофаг, обитающий в горных лесах Турции, где встречается довольно регулярно. Все образцы были отобраны методом просеивания: земля между корнями ели; гниющий еловый пень; под врытым в землю стволом бука; под еловым стволом, зарытым в песок; в гниющей древесине ольхи; в гнилой связке ели; в сильно разложившемся буковом стволе; в дупле живого бука. Чаще встречается в древесине бука, но обитает и на других породах при условии, что древесина сильно разложилась и контактирует с гумусом. Как и другие Eucinetidae, этот вид может передвигаться прыжками. Вид Tohlezkus inexpectus (Vit, 1995) собран из навозной ловушки и опавших листьев.

## Классификация
Известно 5 видов. Род Tohlezkus был выделен швейцарским энтомологом Станиславом Витом (Vit, 1977) для вида, собранного в Турции. Этот вид Tohlezkus ponticus обладает уникальным сосательным ротовым аппаратом и был собран путем просеивания сильно разложившихся бревен ольхи, ели и бука или опада листьев, непосредственно прилегающих к гниющей древесине. Второй вид, Tohlezkus rufus (первоначально опипсанный как Subulistomella rufa Sakai) из Японии, был собран «изнутри разлагающегося дерева» (Sakai, 1980). Третий вид, Tohlezkus orientalis, был описан из Тайваня, но данных о местообитаниях не сообщалось (Vit, 1981). На юго-востоке США был обнаружен четвертый вид Tohlezkus, получивший соответствующее «неожиданное» название Tohlezkus inexpectus (Vit, 1995). Этот вид был известен только по трем экземплярам самок, собранным из навозной ловушки и опавших листьев: двух из Теннесси (Sevier Co.; лиственный лес) и одной из Северной Каролины (Macon Co.). Пятый вид Tohlezkus uminchu найден в 2023 году в Японии.
- Tohlezkus inexpectus Vit, 1995[3] — США (южные Аппалачи: NC, TN, GA)[6][4]
- Tohlezkus orientalis Vit, 1981[2] — Тайвань
- Tohlezkus ponticus Vít, 1977[1] — с.-в. Турция (провинция Ризе)
- Tohlezkus rufus (Sakai, 1980) — Япония[7]
  - = Subulistomella rufa Sakai, 1980[8]
- Tohlezkus uminchu Jałoszyński, 2023[5] — Япония (Okinawa-jima)